# Lý Cán Kiệt
Lý Cán Kiệt (tiếng Trung: 李干杰; bính âm Hán ngữ: Lǐ Gànjié. sinh tháng 11 năm 1964) là người Hán, chính trị gia nước Cộng hòa Nhân dân Trung Hoa. Ông là Ủy viên Bộ Chính trị khóa XX, Bí thư Trung ương Đảng, Bộ trưởng Bộ Tổ chức Trung ương Đảng Cộng sản Trung Quốc. Ông nguyên là Bí thư Tỉnh ủy, Chủ nhiệm Ủy ban Thường vụ Nhân Đại, Bí thư thứ nhất Đảng ủy Quân khu tỉnh Sơn Đông; Phó Bí thư Tỉnh ủy, Bí thư Đảng tổ, Tỉnh trưởng Chính phủ Nhân dân tỉnh Sơn Đông; Bí thư Đảng tổ, Bộ trưởng Bộ Hoàn cảnh sinh thái, Bộ trưởng Bộ Bảo vệ Môi trường Trung Quốc; Phó Bộ trưởng Bộ Bảo vệ Môi trường, Cục trưởng Cục An toàn Hạt nhân Quốc gia; Phó Bí thư Tỉnh ủy Hà Bắc.
Lý Cán Kiệt là đảng viên Đảng Cộng sản Trung Quốc, học vị Thạc sĩ Kỹ thuật đảm bảo an toàn lò phản ứng từ Đại học Thanh Hoa, học hàm Cao cấp công trình sư. Ông có hoạt động nghiên cứu, công tác nhiều năm đối với lĩnh vực hạt nhân trước khi bước vào chính trường Trung Quốc.

## Xuất thân và giáo dục
Lý Cán Kiệt là người Hán sinh tháng 11 năm 1964 ở Vọng Thành, thủ phủ Trường Sa, tỉnh Hồ Nam. Tháng 9 năm 1981 đến tháng 7 năm 1986, Lý Cán Kiệt theo học chuyên ngành kỹ thuật lò phản ứng hạt nhân tại Đại học Thanh Hoa. Tháng 7 năm 1986 đến tháng 7 năm 1989, ông nghiên cứu sinh thạc sĩ chuyên ngành an toàn và kỹ thuật lò phản ứng hạt nhân tại Đại học Thanh Hoa. Tháng 9 năm 1991 đến tháng 12 năm 1992, ông học tập tại Pháp. Tháng 12 năm 1984, Lý Cán Kiệt gia nhập Đảng Cộng sản Trung Quốc.

## Sự nghiệp

### Thời kỳ đầu
Tháng 7 năm 1989, sau khi hoàn thành nghiên cứu, ông trở thành Trợ lý kỹ sư rồi kỹ sư tại Trung tâm An toàn Hạt nhân Bắc Kinh của Cục An toàn Hạt nhân Quốc gia. Tháng 3 năm 1993, Lý Cán Kiệt chuyển đến công tác tại Cục An toàn Hạt nhân Quốc gia làm cán bộ của phòng lò phản ứng hạt nhân. Tháng 12 năm 1994, ông được bổ nhiệm giữ chức Phó Trưởng phòng lò phản ứng hạt nhân, Cục An toàn Hạt nhân Quốc gia. Tháng 5 năm 1996, ông được thăng chức Trưởng phòng lò phản ứng hạt nhân, Cục An toàn Hạt nhân Quốc gia. Tháng 7 năm 1998, ông được bổ nhiệm làm Trưởng phòng lò phản ứng hạt nhân, Ti Quản lý Môi trường bức xạ và An toàn Hạt nhân. Trong khoảng thời gian từ tháng 1 năm 1998 đến tháng 1 năm 1999, ông được cử làm Phó Bí thư Huyện ủy huyện Bình Giang, tỉnh Hồ Nam. Tháng 1 năm 1999, Lý Cán Kiệt được luân chuyển làm thư ký hạng nhất cho phòng khoa học công nghệ, Đại sứ quán Trung Quốc tại Pháp, hàm Trưởng phòng.
Tháng 7 năm 2000, Lý Cán Kiệt được điều chuyển về Tổng cục Bảo vệ Môi trường Quốc gia, là cán bộ Ti Quản lý Môi trường bức xạ và An toàn Hạt nhân. Tháng 11 năm 2000, ông được bổ nhiệm làm Phó Ti trưởng Ti Quản lý Môi trường bức xạ và An toàn Hạt nhân, Tổng cục Bảo vệ Môi trường Quốc gia. Tháng 7 năm 2001, Lý Cán Kiệt được bổ nhiệm làm Phó Bí thư Đảng ủy, Chủ nhiệm Trung tâm An toàn Hạt nhân, Tổng cục Bảo vệ Môi trường Quốc gia, hàm Cục trưởng. Tháng 7 năm 2002, ông được bổ nhiệm giữ chức Phó Bí thư Đảng ủy, Chủ nhiệm Trung tâm An toàn Hạt nhân kiêm Ti trưởng Ti An toàn Hạt nhân, Tổng cục Bảo vệ Môi trường Quốc gia. Tháng 8 năm 2005, ông thôi kiêm nhiệm chức vụ Chủ nhiệm Trung tâm An toàn Hạt nhân, Tổng cục Bảo vệ Môi trường Quốc gia.

### Cơ quan trung ương
Tháng 3 năm 2008, Trung Quốc cải cách cơ chế chính phủ, Tổng cục Bảo vệ Môi trường Quốc gia được nâng cấp thành Bộ Bảo vệ Môi trường; Lý Cán Kiệt được bổ nhiệm giữ chức vụ Thứ trưởng Bộ Bảo vệ Môi trường Trung Quốc kiêm Cục trưởng Cục An toàn Hạt nhân Quốc gia. Tháng 10 năm 2016, Lý Cán Kiệt được luân chuyển làm Phó Bí thư Tỉnh ủy Hà Bắc, Hiệu trưởng Trường Đảng Tỉnh ủy Hà Bắc. Tháng 5 năm 2017, Lý Cán Kiệt được bổ nhiệm làm Bí thư tổ Đảng Bộ Bảo vệ Môi trường. Ngày 27 tháng 6 năm 2017, Hội nghị lần thứ 28 của Ủy ban Thường vụ Đại hội Đại biểu Nhân dân Toàn quốc Trung Quốc khóa 12 đã biểu quyết thông qua bổ nhiệm ông làm Bộ trưởng Bộ Bảo vệ Môi trường Cộng hòa Nhân dân Trung Hoa, thay cho ông Trần Cát Ninh.
Ngày 24 tháng 10 năm 2017, tại Đại hội Đảng Cộng sản Trung Quốc lần thứ XIX, Lý Cán Kiệt được bầu làm Ủy viên Ban Chấp hành Trung ương Đảng Cộng sản Trung Quốc khóa XIX.

### Sơn Đông
Vào ngày 17 tháng 4 năm 2020, ông được bổ nhiệm làm Phó Bí thư Tỉnh ủy, Quyền Tỉnh trưởng Chính phủ Nhân dân tỉnh Sơn Đông, Bí thư Đảng ủy Chính ủy tỉnh Sơn Đông. Ông giữ chức vụ Tỉnh trưởng Sơn Đông cho đến năm 2021, được bổ nhiệm làm Bí thư Tỉnh ủy, nhận nhiệm vụ lãnh đạo toàn diện tỉnh Sơn Đông từ ngày 30 tháng 9 năm 2021. Tại Đại hội Đảng Cộng sản Trung Quốc lần thứ XX, ông tái đắc cử là Ủy viên Trung ương Đảng, rồi được bầu làm Ủy viên Bộ Chính trị khóa XX. Ngày 29 tháng 12, ông được miễn nhiệm vị trí Bí thư Tỉnh ủy Sơn Đông, kế nhiệm bởi Lâm Vũ.

### Bộ Tổ chức Trung ương
Tháng 10 năm 2022, Lý Cán Kiệt được bầu vào Ủy ban Trung ương Đảng, Bộ Chính trị Đảng Cộng sản Trung Quốc, được phân công giữ chức vụ Bí thư Trung ương Đảng, Bộ trưởng Bộ Tổ chức Trung ương Đảng Cộng sản Trung Quốc (Lãnh đạo cấp phó Quốc gia).